# Kelly Ripa
Pour les articles homonymes, voir Ripa.
Kelly Maria Ripa, dite Kelly Ripa, née le 2 octobre 1970 à Berlin, dans le New Jersey, aux (États-Unis), est une actrice et présentatrice américaine.
Depuis février 2001, Kelly présente l'émission de télé Live with Regis and Kelly avec Regis Philbin.
En tant qu'actrice, elle est surtout connue pour avoir incarné Hayley Vaughan Santos dans la série La Force du destin pendant 12 ans, et aussi pour avoir incarné Faith Fairfield dans la série sitcom La Star de la famille.

## Biographie

### Débuts
Kelly Maria Ripa est née et a grandi dans le New Jersey avec ses parents ; Esther "Essie", une femme au foyer et Joseph "Joe", un syndicaliste et chauffeur de bus. Elle a une sœur aînée, Linda Ripa (née le 3 décembre 1968).
Elle a joué dans plusieurs spectacles de son lycée, et elle s'est fait remarquer durant sa prestation The Ugly Duckling, alors qu'elle était en Terminale.
Elle a des origines italiennes et irlandaises.

### Carrière
Son premier rôle a été celui d'une danseuse dans un show de Philadelphie, Dancin' On Air. En 1990, elle obtient son premier grand rôle à la télévision, celui de Hayley Vaughan Santos dans la série La Force du destin.
Plus tard, Kelly a été sélectionnée pour coprésenter l'émission de télé Live with Regis and Kelly. Durant cette période, Kelly jonglait entre sa série et l'émission de télé, jusqu'à ce qu'elle quitte la série La Force du destin en 2002.
En 2003, Kelly et son époux vendent leur maison de Franklin Lakes dans le New Jersey pour s'installer à Manhattan, pour se rapprocher du studio de Live with Regis and Kelly.
En septembre 2003, on la retrouve à la télévision dans la série sitcom, La Star de la famille aux côtés de l'actrice Faith Ford qui incarne sa sœur aînée. La série a duré trois saisons.

### Vie privée
Depuis mai 1995, Kelly partage la vie de l'acteur, Mark Consuelos - rencontré sur le tournage de La Force du destin. Ils se marient secrètement le 1er mai 1996 à Las Vegas. Ensemble, ils ont trois enfants : Michael Joseph Consuelos (né le 2 juin 1997), Lola Grace Consuelos (née le 16 juin 2001), et Joaquin Antonio Consuelos (né le 24 février 2003).

## Filmographie

### comme actrice
| Année        | Film/Série                       | Rôle                           | Notes                                  |
| ------------ | -------------------------------- | ------------------------------ | -------------------------------------- |
| 1986-1992    | Dancin' On Air                   | Elle-même (danseuse)           |                                        |
| 1990-2002    | La Force du destin               | Hayley Vaughan Santos          | Elle est apparue en guest-star en 2010 |
| 1996         | Simples Secrets (Marvin's Room)  | Coral                          |                                        |
| 1999         | The Stand-In                     | Jennifer                       |                                        |
| 2001         | Someone To Love                  | Michelle                       |                                        |
| 2001-Présent | Live with Regis and Kelly        | Elle-même                      | Présentatrice                          |
| 2002         | Ed                               | Jennifer Bradley               | 4 épisodes                             |
| 2003-2006    | La Star de la famille            | Faith Fairfield                | Rôle principal (73 épisodes)           |
| 2003         | Kim Possible : La Clé du temps   | Bonnie Rockwaller du futur     | Voix                                   |
| 2003         | Batman : La Mystérieuse Batwoman | Dr. Roxanne "Rocky" Ballantine | Voix                                   |
| 2003         | Treize à la douzaine             | Elle-même                      | Téléfilm                               |
| 2005         | Missing                          | Melody                         |                                        |
| 2007         | Ugly Betty                       | Elle-même                      | 1 épisode                              |
| 2007         | Les As du braquage               | Elle-même                      | 1 épisode                              |
| 2008         | Delgo                            | Kurrin                         | Voix                                   |
| 2008         | Fly Me to the Moon               | La mère de Nat                 | Voix                                   |
| 2010         | True Jackson VP                  | Elle-même                      |                                        |
| 2010         | The Marriage Ref                 | Elle-même                      |                                        |
| 2011         | Hannah Montana Forever           | Elle-même                      | 1 épisode                              |
| 2019         | Riverdale                        | Ms. Mulwray                    |                                        |